# Örarevet
Örarevet este o arie protejată (arie specială de conservare — SAC, sit de importanță comunitară — SCI) din Suedia întinsă pe o suprafață de 164 ha, integral pe uscat.

## Localizare
Centrul sitului Örarevet este situat la coordonatele 56°26′46″N 16°07′42″E / 56.4461°N 16.1283°E.

## Înființare
Situl Örarevet a fost declarat sit de importanță comunitară în decembrie 1995 pentru a proteja un număr necunoscut de specii din flora spontană și fauna sălbatică aflate în arealul zonei. Situl a fost protejat și ca arie specială de conservare în martie 2011.

## Biodiversitate
Situată în ecoregiunile boreală și marină baltică, aria protejată conține 10 habitate naturale: Litoraluri nisipoase din Baltica boreală cu vegetație perenă, Insule esker baltice, cu vegetație a plajelor nisipoase, stâncoase și cu galeți, precum și cu vegetație sublitorală, Formațiuni de Juniperus communis pe lande sau pajiști calcaroase, Pajiști fino-scandinave uscate până la mezice, bogate în specii de altitudine mică, Pășuni de coastă din Baltica boreală, Vegetație perenă pe țărmurile stâncoase, Golfuri mici largi și golfuri puțin adânci, Pășuni din zone de pădure fino-scandinave, Pajiști uscate europene, Lagune de coastă.
La baza desemnării sitului se află un număr nedeclarat de specii protejate.